# کریم‌آباد (مهر)
کریم‌آباد (مهر)، روستایی از توابع بخش اسیر شهرستان مهر در استان فارس ایران است.

## جمعیت
این روستا در دهستان دشت لاله قرار دارد و براساس سرشماری مرکز آمار ایران در سال ۱۳۸۵، جمعیت آن ۸۵ نفر (۱۵خانوار) بوده‌است.